# 河合正智

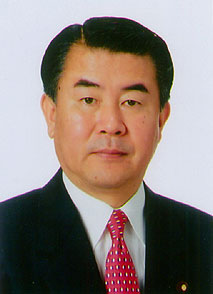

河合 正智（かわい まさとも、1944年1月22日 - 2012年5月1日）は、日本の政治家。公明党所属の元衆議院議員（通算4期）、元岐阜県議会議員（通算2期）。

## 経歴
岐阜県羽島市に生まれる。中央大学法学部卒業。
1987年、岐阜県議会選挙に公明党公認で出馬し、初当選。以後、2期連続当選。1993年、第40回衆議院議員総選挙に引退する伏屋修治衆議院議員の後継候補として旧岐阜1区から出馬し初当選を果たす。以後、4期連続当選。小選挙区制施行後は比例東海ブロック単独の出馬だった。
2000年、第2次森内閣において環境総括政務次官に就任。また、党内では公明党岐阜県本部代表、文化芸術振興会議事務局長等を歴任した。
党の内規に従い、2005年の選挙には出馬せずに政界を引退した。
2012年5月1日、敗血症のため、岐阜県羽島市の病院で死去 。68歳没。